# Pomadasys argenteus
Pomadasys argenteus és una espècie de peix de la família dels hemúlids i de l'ordre dels perciformes.

## Morfologia
Els mascles poden assolir els 70 cm de longitud total.

## Distribució geogràfica
Es troba des del Mar Roig fins a les Filipines, el sud del Japó, el nord d'Austràlia i Nova Caledònia.